# Refugio megye
Refugio megye az Amerikai Egyesült Államokban, azon belül Texas államban található. Megyeszékhelye és legnagyobb városa Refugio. Lakosainak száma 6741 fő (2020. április 1.). Refugio megye Aransas, Bee, Victoria, Calhoun, San Patricio és Goliad megyékkel határos.

## Népesség
A megye népességének változása:
| Lakosok száma | 7357 | 7308 | 7254 | 7305 | 7289 | 6741 |
|               | 2010 | 2011 | 2012 | 2013 | 2015 | 2020 |